# A Beautiful Lie (chanson)
Pour l'album, voir A Beautiful Lie.
Singles de Thirty Seconds to Mars
From Yesterday
(2006) Kings and Queens
(2009)
Pistes de A Beautiful Lie
Attack The Kill
A Beautiful Lie est une chanson de Thirty Seconds to Mars. A Beautiful Lie est le sixième single du groupe, et le quatrième extrait de l'album A Beautiful Lie. Il est sorti en Europe le 29 janvier 2008 et aux États-Unis le 17 décembre 2007.
Il fit un grand succès dans le monde et une performance dans les charts relativement correcte, surtout en Amérique du Sud. Il atteint la premiere place au Argentina Singles Chart,  Europe Singles Chart, Brasil Singles Chart et Latvian Airplay Top 50.
La vidéo atteint la premiere place aux États-Unis en Billboard Hot Videoclip Tracks.

## Liste des titres
- Promo

1. A Beautiful Lie (Single Shot) - 4:05
2. A Beautiful Lie (Half Caf) - 3:50

- États-Unis (CD)

1. A Beautiful Lie (Single Shot) - 4:05

- Royaume-Uni (CD)

1. A Beautiful Lie (Single Shot) - 4:05
2. A Beautiful Lie - 3:40 (Live acoustic version)

## Classement
(juin 2009).
Si vous disposez d'ouvrages ou d'articles de référence ou si vous connaissez des sites web de qualité traitant du thème abordé ici, merci de compléter l'article en donnant les références utiles à sa vérifiabilité et en les liant à la section « Notes et références ».
| An   | Classement                          | Meilleure position |
| ---- | ----------------------------------- | ------------------ |
| 2007 | U.S. Billboard Modern Rock Tracks   | 37                 |
| 2007 | Virgin Chart                        | 1                  |
| 2007 | Canadian Singles Chart              | 27                 |
| 2007 | Chilean Singles Chart               | 31                 |
| 2007 | New Zealand Singles                 | 16                 |
| 2007 | Argentina Singles Chart             | 1                  |
| 2008 | Portugal Singles Chart              | 11                 |
| 2008 | Alemania Singles Chart              | 12                 |
| 2008 | Brasil Singles Chart                | 1                  |
| 2008 | Italia Singles Chart                | 16                 |
| 2008 | Europe Singles Chart                | 1                  |
| 2008 | Germany Singles Chart               | 92                 |
| 2008 | U.S. Billboard Hot Videoclip Tracks | 1                  |